# Sonate K. 411
La sonate K. 411 (F.357/L.69) en si bémol majeur est une œuvre pour clavier du compositeur italien Domenico Scarlatti.

## Présentation
La sonate K. 411, en si bémol majeur, notée Allegro, forme une paire avec la sonate précédente. Sa découpe s'apparente à un menuet. Elle est à deux voix comme sa consœur.

## Manuscrits
Le manuscrit principal est le numéro 24 du volume IX (Ms. 9780) de Venise (1754), copié pour Maria Barbara ; l'autre est Parme XI 24 (Ms. A. G. 31416). Une copie figure à Lisbonne, ms. FCR/194.1 (no 49).

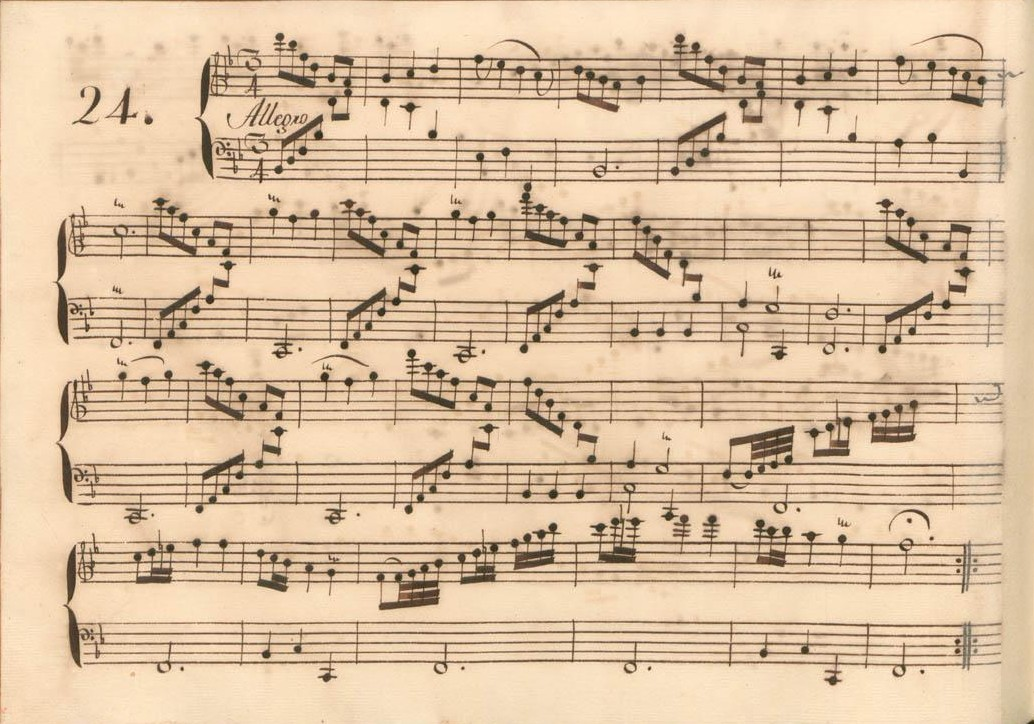
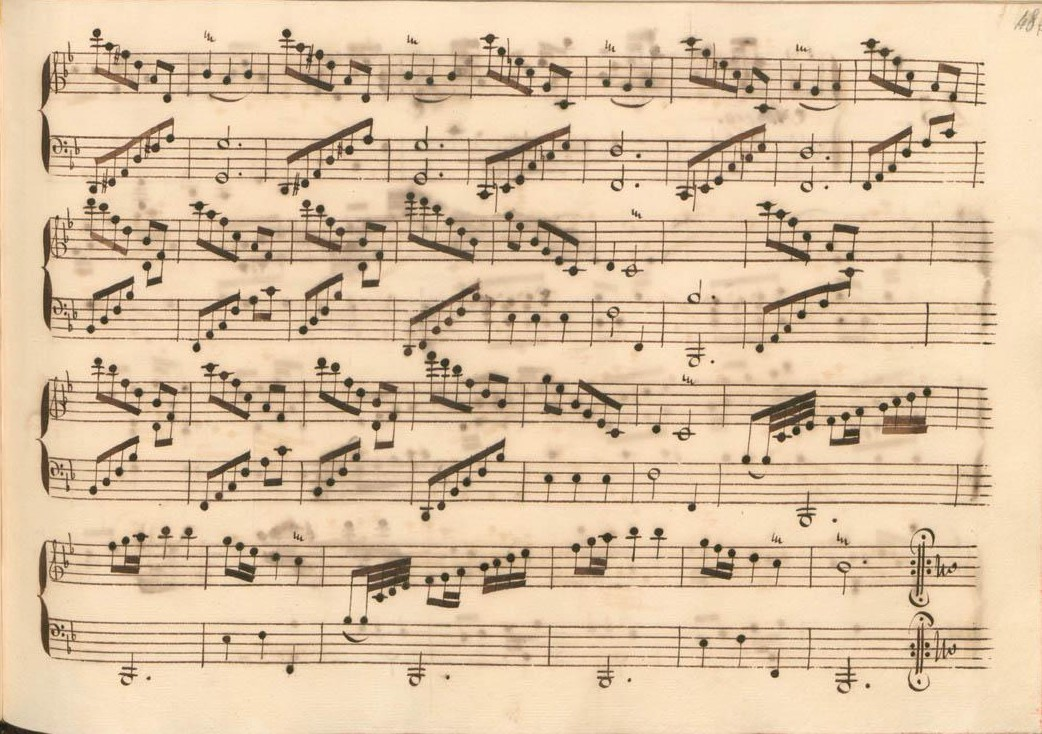

## Interprètes
La sonate K. 411 est défendue au piano, notamment par Carlo Grante (2013, Music & Arts, vol. 4) et Goran Filipec (2017, vol. 19  Naxos 8.573590) ; au clavecin par Scott Ross (1985, Erato), Richard Lester (2003, Nimbus, vol. 4) et Pieter-Jan Belder (Brilliant Classics, vol. 9).

## Sources
: document utilisé comme source pour la rédaction de cet article.
- Ralph Kirkpatrick (trad. de l'anglais par Dennis Collins), Domenico Scarlatti, Paris, Lattès, coll. « Musique et Musiciens », 1982 (1re éd. 1953 (en)), 493 p. (ISBN 978-2-7096-0118-4, OCLC 954954205, BNF 34689181).
- Alain de Chambure, « Domenico Scarlatti : Intégrale des sonates — Scott Ross », Erato (2564-62092-2), 1985 (OCLC 891183737) .
- (es) Celestino Yáñez Navarro (thèse), Nuevas aportaciones para el estudio de las sonatas de Domenico Scarlatti. Los manuscritos del Archivo de Música de las Catedrales de Zaragoza, Université autonome de Barcelone, 2016 (lire en ligne)